# Sãotoméparadijsmonarch
De sãotoméparadijsmonarch (Terpsiphone atrochalybeia) is een zangvogel uit het geslacht Terpsiphone en de familie Monarchidae.

## Verspreiding en leefgebied
Deze soort is endemisch op het eiland Sao Tomé, dat ligt in de Golf van Guinee ten westen van Afrika. De soort komt algemeen voor op het eiland en krijgt van de International Union for Conservation of Nature and Natural Resources de status "niet bedreigd".